# Jacob Anderson
Jacob Anderson (ur. 18 czerwca 1990 w Londynie) – brytyjski aktor telewizyjny i teatralny, a także muzyk.

## Życiorys
Od 2007 regularnie zaczął występować w pojedynczych odcinkach brytyjskich seriali telewizyjnych. Pierwszą większą rolę otrzymał w 2008 w filmie Adulthood. Pojawił się następnie w stałych rolach w takich produkcjach jak Odcinki, Broadchurch i Gra o tron. Jest również aktorem teatralnym, występował w sztukach wystawianych na londyńskich scenach (RSC, Young Vic Theatre i National Theatre).
Pod pseudonimem Raleigh Ritchie wydał albumy muzyczne You’re a Man Now, Boy (2016) i Andy (2020).

## Wybrana filmografia
- 2007: Doctors (serial TV)
- 2007: The Bill (serial TV)
- 2007: The Whistleblowers (serial TV)
- 2008: Siły pierwotne (serial TV)
- 2008: Adulthood
- 2008: Na sygnale (serial TV)
- 2008: Tajniacy (serial TV)
- 2008: The Things I Haven’t Told You (film TV)
- 2009: Gunrush (film TV)
- 2010: Pokój na czacie
- 2010: 4.3.2.1
- 2012: Odcinki (serial TV)
- 2013: Broadchurch (serial TV)
- 2013: Gra o tron (serial TV)
- 2021: Doktor Who (serial TV)
- 2022: Wywiad z wampirem (serial TV)[1]